# Базош сир Вел
Базош сир Вел (фр. Bazoches-sur-Vesles) насеље је и општина у североисточној Француској у региону Пикардија, у департману Ен (Пикардија) која припада префектури Соасон.
По подацима из 2011. године у општини је живело 464 становника, а густина насељености је износила 48,89 становника/km². Општина се простире на површини од 9,49 km². Налази се на средњој надморској висини од 58 метара (максималној 174 m, а минималној 52 m).

## Демографија
| 1962. | 1968. | 1975. | 1982. | 1990. | 1999. | 2011. |
| ----- | ----- | ----- | ----- | ----- | ----- | ----- |
| 294   | 311   | 333   | 281   | 351   | 383   | 464   |

График промене броја становника у току последњих година